# Турнеб, Адриан
Адриан Турне́б (фр. Adrien Turnèbe; 1512, Лез-Андели — 12 июня 1565, Париж) — французский филолог-гуманист, поэт и переводчик. Отец поэта Одета де Турнеба.

## Биография
Родился в Нормандии. В 12-летнем возрасте был направлен на учёбу в Париж и вскоре получил известность проявленными способностями. Изучал литературу в университете Тулузы и затем стал в нём профессором изящной словесности; в 1547 году вернулся в Париж, где стал профессором греческого и латыни в Коллеж де Франс.
В 1552 году Турнеб был назначен директором греческой королевской типографии. В 1562 году стал профессором греческой философии. Скончался от туберкулёза; его смерть стала предметом масштабных дебатов; посмертно вышло множество произведений о нём.
Среди современников был известен своей учёностью, религиозностью и строгим образом жизни; пользовался большим авторитетом у своих учеников, к числу которых принадлежал в том числе Монтень. Вместе с тем посмертные дебаты о нём были посвящены в первую очередь тому, насколько на самом деле он был благочестив; кроме того, распространился слух, что на смертном одре он перешёл из католицизма в кальвинизм.
Переводы Турнеба из древних авторов и комментарии к ним разъясняли многие тексты, трудные для понимания; он переводил с древнегреческого на латынь и французский. Его перу принадлежат переводы произведений Эсхила, Софокла, Теофраста, Филона Александрийского, Цицерона. Сочинения его авторства были собраны в следующих книгах: «Adriani Turnebi, regii philosophiae professoris, Adversariorum tomus primus duodecim libros continens» (Париж, 1564); «Tomus secundus duodecim libros continens» (Париж, 1565); «Adversariorum libri triginta in tres tomos divisi» (Париж, l580); «Viri clarissimi Adr. Turnebi, regii quondam professoris, opera» (Страсбург, 1600 — трёхтомное полное собрание его сочинений, предпринятое его сыном Этьеном).